# Château du Grand Colmoulins
Le château du Grand Colmoulins date du XVIIIe siècle, il est situé entre les villes d'Harfleur et de Montivilliers, en Normandie, endommagé pendant la Seconde Guerre mondiale, et tombé en ruines puis rasé en 1984. Il ne doit pas être confondu avec le manoir du Petit-Colmoulins implanté non loin de lui.

## Histoire et description
Le château du Grand Colmoulins fut construit entre 1782 et 1786 par l'architecte Pierre-Adrien Pâris. Son propriétaire était le négociant et armateur havrais Stanislas Foäche. Il se situait en surplomb de la vallée de la rivière Saint-Laurent à Montivilliers. Son salon en rotonde bénéficiait d'une vue sur le clocher de l'église Saint-Martin d'Harfleur. Son intérieur cossu comportait notamment, à la Belle Époque, de grands palmiers en pots disposés entre de lourdes tentures fixées à de hautes fenêtre, ainsi qu'un somptueux parquet ciré. Fréquenté par la bourgeoisie locale, le château du Grand Colmoulins était situé au sein d'un domaine fait de prairies humides, des prés, des bois, des bâtiments de ferme, la maison du gardien, un parc arboré, une aulnaie, des jardins potager et fruitier, un colombier, une orangerie, et un embarcadère sur la rivière Saint-Laurent.
Pendant la Seconde Guerre mondiale, le château subit l'occupation allemande puis américaine. La progression de l'agriculture intensive dans les années 1960 fait décliner l'exploitation traditionnelle du domaine. Réduit à l'état de ruines, le château fut démoli en 1984 avec d'autres bâtiments à l'abandon. Une grange et les terrains du domaine sont actuellement entretenus par le Département de la Seine-Maritime afin de protéger la biodiversité des lieux.